# Marghera

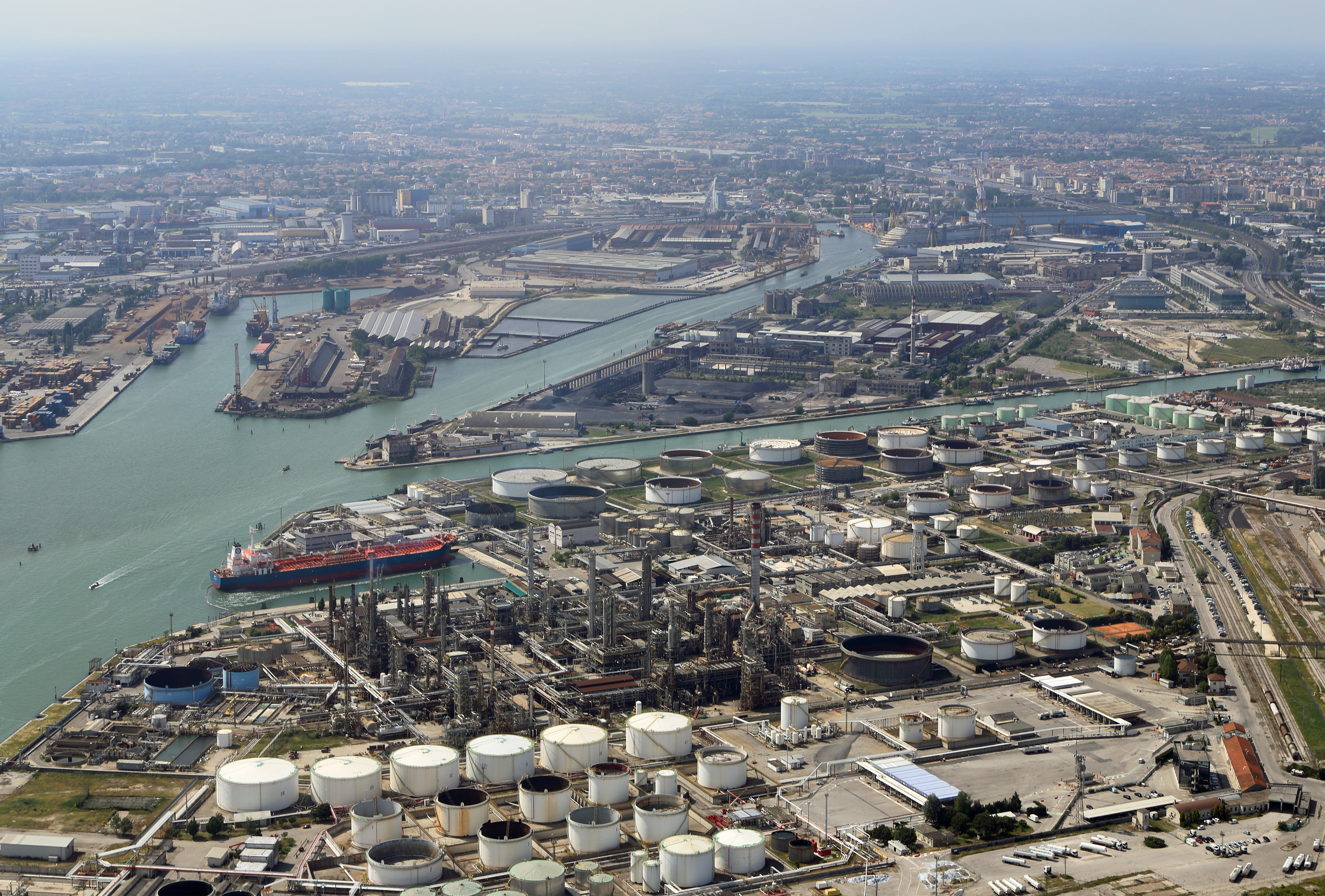
Porto Marghera: zona industrial de Marghera

Marghera es una localidad perteneciente al municipio de Venecia, Italia. Está situada en tierra firme, al oeste de la ciudad histórica, y forma parte de la conurbación de Mestre, de la que constituye su apéndice meridional.
La municipalidad de Marghera tenía a mediados de 2009 un total de 28.622 habitantes, de los que 17.522 corresponden al núcleo principal.
Marghera es propiamente el nombre del núcleo residencial, pero es frecuente extender su aplicación a la vecina zona industrial, cuya denominación exacta es Porto Marghera.
La Marghera contemporánea procede de los planes urbanísticos aprobados en la década de 1920, encaminados a dotar a Venecia de un puerto comercial e industrial y de un área residencial para sus trabajadores.
El importante conjunto portuario y fabril alberga refinerías, industrias petroquímicas y de fertilizantes, que originaron problemas de contaminación en la zona.